# Inscriptions latines de Gaule narbonnaise
Les Inscriptions latines de Gaule narbonnaise (en abrégé ILGN) sont un recueil d’inscriptions latines, essentiellement lapidaires, trouvées dans la Gaule narbonnaise. Ce recueil constitue une mise à jour du volume XII du Corpus Inscriptionum Latinarum, qui était consacré à cette région et qui datait de 1888. Ce recueil, publié en 1929, est le fruit des travaux de l'épigraphiste Émile Espérandieu. Il regroupe 669 inscriptions, provenant des ouvrages antérieurs, des publications périodiques comme L'Année épigraphique et des découvertes personnelles d'Espérandieu. Les notices descriptives sont rédigées en français, à l'inverse des notices en latin figurant dans le CIL.
L'actualisation de ce recueil est réalisée par la publication à partir de 1985 d'une nouvelle collection, les Inscriptions latines de Narbonnaise (ILN), reprenant les inscriptions du CIL XII, de l'ILGN et les découvertes ultérieures. Les fascicules sont organisés par civitas, c'est-à-dire une cité et sa région.